# George D. Woods
George David Woods (* 27. Juli 1901 in Boston, Massachusetts; † 20. August 1982 in New York City) war ein US-amerikanischer Bankmanager und Wirtschaftswissenschaftler.
George D. Woods war von Januar 1963 bis  März 1968 Präsident der Weltbank.